# Solura (miasto)
Solura (niem. Solothurn, gsw. Soledurn, fr. Soleure, rm. Soloturn, wł. Soletta, lat. Salodurum) – miasto i gmina w północno-zachodniej Szwajcarii, siedziba administracyjna kantonu Solura, w jednostce administracyjnej (Amtei) Solura-Lebern, również siedziba okręgu Solura. Leży nad rzeką Aare.

## Demografia
W Solurze mieszka 16 807 osób. W 2021 roku 21,7% populacji gminy stanowiły osoby urodzone poza Szwajcarią.

## Zabytki
- Katedra świętego Ursusa (St. Ursen)
- Kościół Jezuitów
- Muzeum Starego Arsenału (Museum Altes Zeughaus) w zabytkowym barokowym budynku z początku XVII wieku[3].

## Transport
Przez teren miasta przebiegają drogi główne nr 5, nr 12 i nr 22.
W mieście znajduje się również stacja kolejowa Solothurn.

## Liczba 11
W historii miasta szczególne znaczenie ma liczba 11. Kanton Solury był jedenastym, który wstąpił do Konfederacji Szwajcarskiej. W mieście jest jedenaście kościołów i kaplic, a także jedenaście historycznych fontann. Kościół św. Ursusa (St. Ursen) ma jedenaście ołtarzy i dzwonów, a schody zewnętrzne prowadzące do głównego wejścia mają podest co jedenaście stopni. W centrum miasta znajduje się grający melodię zegar, na tarczy którego jest jedenaście godzin. Lokalny browar o nazwie Öufi, co w lokalnej gwarze znaczy 11, produkuje piwo o tej samej nazwie.

## Pobyt Tadeusza Kościuszki (1815–1817)

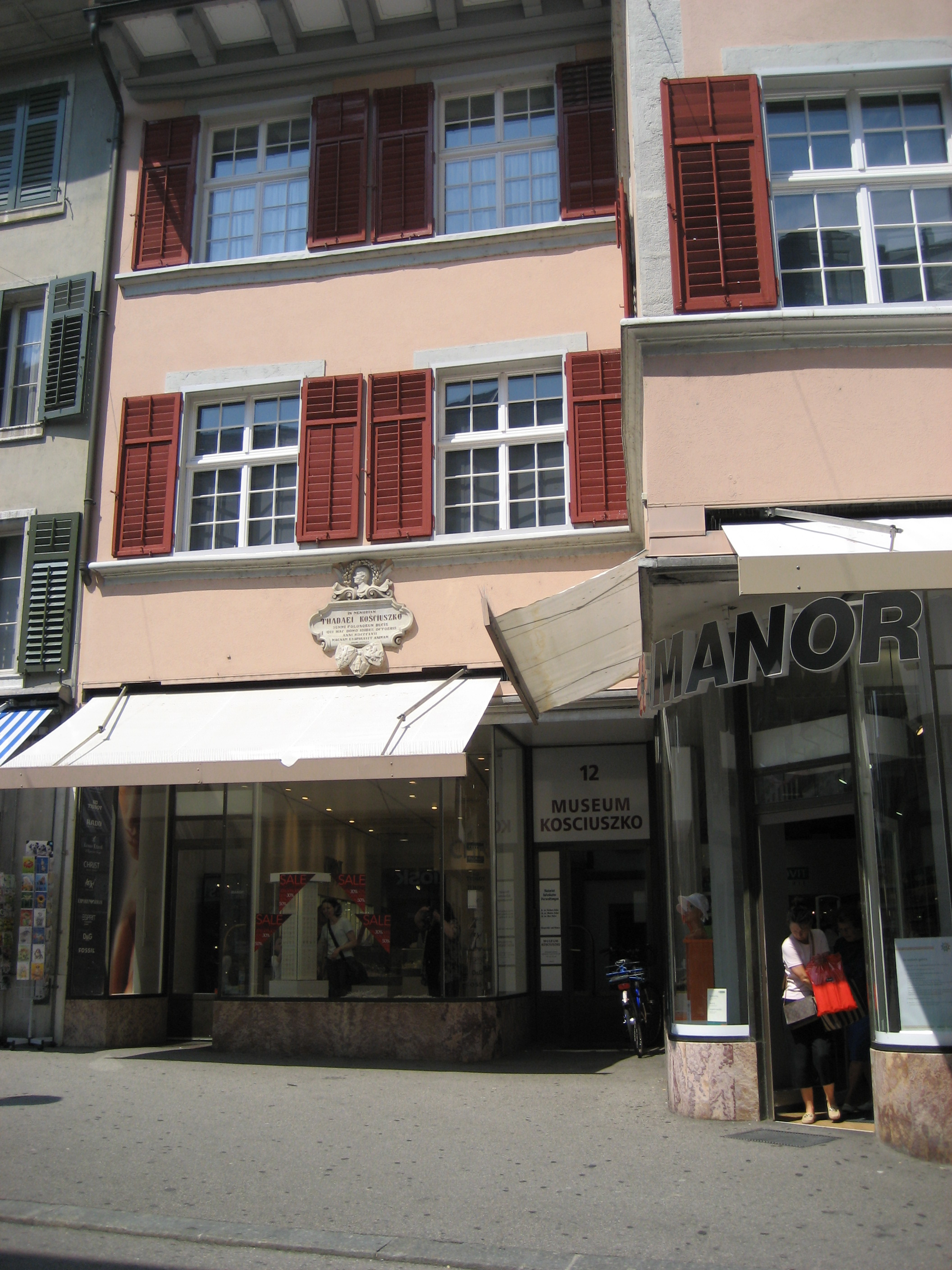
Dom Kościuszki

Przez ostatnie dwa lata swojego życia w Solurze mieszkał Tadeusz Kościuszko, który wynajął mieszkanie u Franciszka Ksawerego Zeltnera, gdy Kościuszko musiał wyjechać z Francji po restytucji monarchii Bourbonów. W czasie pobytu towarzyszył mu jego sekretarz Franciszek Paszkowski. Kościuszko miał przy domu Zeltnerów niewielki warsztat tokarski, gdzie hobbistycznie wykonywał drobne przedmioty oraz sztalugi malarskie. Z Solury prowadził korespondencję m.in. z Thomasem Jeffersonem. Kościuszko zajmował się w Solurze także działalnością filantropijną, wspierając miejscowych ubogich. Po śmierci Kościuszkę pochowano po skromnej ceremonii w pobliskim kościele Jezuitów, skąd jego ciało przewieziono na Wawel w 1818 roku.
Przy Gurzelngasse 12, w domu, w którym Tadeusz Kościuszko spędził ostatnie dwa lata życia i w którym zmarł, od 1936 roku istnieje skromne, poświęcone mu muzeum. Na fasadzie domu znajduje się tablica pamiątkowa.
W 1817 roku na dawnym cmentarzu w Zuchwil koło Solury wzniesiono pomnik Kościuszki, a znajdującą się tam kaplicę poświęcono pamięci poległych żołnierzy polskich 2 Dywizji Strzelców Pieszych.
W 2004 roku w holu hotelu „Krone” odsłonięto tablicę upamiętniającą przyjazd Tadeusza Kościuszki do Solury.

## Współpraca
Miejscowości partnerskie:
- Heilbronn, Niemcy
- Kraków, Polska
- Le Landeron, Neuchâtel